# Seneca starší
Lucius Annaeus Seneca Starší (/ˈsɛnɪkə/ SEN-ik-ə; c. 54 BC – c. AD 39) známý též jako "Seneca The Elder", byl římský spisovatel, který se narodil v bohaté kavaleristické rodině v Cordubě, Hispánie. Píše soubor vzpomínek na římské školy rétoriky, z nichž šest knih se dochovalo v větší či menší kompletní podobě a dalších pět jen v epitome. Jeho ústřední práce, dějiny římských záležitostí od počátku občanských válek až k poslední léty jeho života, se téměř zcela ztratily pro budoucnost. Seneca žil v dobách vládnutí tří znejmých císařů; Augusta (vládl 27 př. n. l. – 14 n. l.), Tiberia (vládl 14–37 n. l.) a Caliguly (vládl 37–41 n. l.). On byl otcem Luciuse Junia Gallia Annaeana, nejlépe známým jako prokonzul Acháje; jeho druhý syn byl dramatik a stoický filozof Seneca Mladší (Lucius), který byl učitelem a mentorem císaře Nerona. Jeho třetí syn, Marcus Annaeus Mela, který se stal básníka Lukánovi otcem.

## Biografie
Seneca Starší je prvním z rodu Annaea, o němž existují jasné informace. Během renesance se jeho jméno a jeho díla zaměnila s jeho synem Luciusem Annaeusem Senecou. Na počátku 16. století Raphael z Volterry zjistil, že musí existovat dva různí muži. Poznamenal, že dva vnuci staršího Senecy se jmenovali Marcus, a protože existoval římský zvyk dávat chlapcům jméno po dědečkovi, Raphael přijal jméno Marcus pro staršího Senecu. Až do 20. století se toto jméno používalo jako standardní praenomen. Nicméně nyní se uznává, že tento zvyk pojmenovávání nebyl rigidní, a protože v rukopisech je označován jako Lucius, mnozí vědci nyní dávají přednost tomuto praenomen, protože by to také pomohlo vysvětlit, proč se jejich díla tak zaměnila.
Vyrůstající ve Španělsku v bohatství a jezdeckém postavení, Seneca Starší (dále jen Seneca) byl mladým současníkem váženého římského řečníka Cicera, jehož hlasu obhajoby by se mohl snažit vyhledat, kdyby byl vychováván v Itálii. Místo toho byl kvůli válečným podmínkám omezen na 'vnitřní zdi' své 'vlastní kolonie', a tam se předpokládá že dostal své první vzdělání od učitele, který vyučoval více než dvě stě žáků.
Když se Řím po občanských válkách stal stabilním, Seneca podnikl cesty na delší pobyty tam. Pilně se účastnil veřejných deklamací učitelů rétoriky a školených řečníků – procesu, kterým se tehdy mladí muži připravovali na profese obhájců a vládních úředníků. Neexistují však důkazy, že by se sám takové profese snažil dosáhnout. A vyhnul se tomu, aby byl zaznamenán jako autor historie Říma 'Od počátku občanských válek' až po svou vlastní dobu, během vlády Caliguly. Naopak, podle svědectví jeho syna Senecy (z jeho De Vita Patris) žil jeho otec po celý svůj život jako soukromý gentleman. Přesto Seneca považoval politické kariéry svých starších (dvou) synů za ušlechtilé a podporoval studium rétoriky jako ušlechtilé, i když si byl plně vědom nebezpečí spojených s takovými profesními dráhami:'in which the very objectives sought after are to be feared'. A Seneca schvaloval svého nejmladšího syna Melu, který byl spokojený se svým jezdeckým původem.

## Dílo
- Oratorum et rhetorum sententiae, divisiones, colores, 1 kniha suasurií a 10 knih controversií. Jedná se o jakousi sbírku rétorických cvičení. Dále je to přehled významných řeckých a římských řečníků a jejich projevů. Toto dílo se z větší části zachovalo.